# 大原裕也
大原 裕也（おおはら ゆうや）は、日本の生物学者（分子生物学・分子遺伝学・内分泌学・脂質生物学・昆虫生理学）。学位は博士（食品栄養科学）（静岡県立大学・2014年）。静岡県立大学食品栄養科学部助教・大学院食品栄養環境科学研究院助教。
岡崎統合バイオサイエンスセンター研究員、カリフォルニア大学リバーサイド校研究員などを歴任した。

## 概要
分子生物学、分子遺伝学、内分泌学、脂質生物学、および、昆虫生理学を専攻する生物学者である。昆虫綱の発育を司るエクジステロイドの産生制御因子を発見するとともに、幼虫の成長を司るインスリン様ペプチドの産生を制御する化学感覚神経も発見した。岡崎統合バイオサイエンスセンター、カリフォルニア大学リバーサイド校で研究に従事し、静岡県立大学で教鞭を執った。

## 来歴

### 生い立ち
独立行政法人である国立高等専門学校機構が設置・運営する鈴鹿工業高等専門学校に在学し、材料工学科にて学んだ。2007年（平成19年）3月、鈴鹿工業高等専門学校を卒業した。それに伴い、準学士の称号を取得した。県と同名の公立大学法人により設置・運営される静岡県立大学に編入し、食品栄養科学部の食品学科にて学んだ。2009年（平成21年）3月、静岡県立大学を卒業した。それに伴い、学士（食品栄養科学）の学位を取得した。さらに静岡県立大学の大学院に進学し、生活健康科学研究科にて学んだ。2014年（平成26年）3月、静岡県立大学の大学院における博士後期課程を修了した。それに伴い、博士（食品栄養科学）の学位を取得した。

### 生物学者として
大学共同利用機関法人である自然科学研究機構が設置・運営する岡崎統合バイオサイエンスセンターに採用され、2014年（平成26年）4月より研究員として勤務した。その後、アメリカ合衆国に渡り、同年9月よりカリフォルニア大学リバーサイド校の研究員となった。
帰国後、母校である静岡県立大学に採用されることになり、2015年（平成27年）10月に食品栄養科学部の助教として着任した。食品栄養科学部においては、主として食品生命科学科の講義に携わり、小林公子らと人類遺伝学研究室に所属した。また、大学院においては、食品栄養環境科学研究院の助教を兼務することになった。大学院においては、主として薬食生命科学総合学府の講義に携わった。

## 研究
専門は生物学であり、特に分子生物学、分子遺伝学、内分泌学、脂質生物学、昆虫生理学、といった分野について研究していた。たとえば、生物の個体の成長や成熟を制御する栄養シグナルについて研究していた。また、核内倍加周期による遺伝子発現を制御する機構についても研究していた。そのほか、昆虫綱の発育過程における脂肪酸の役割について研究していた。さらに、昆虫綱を用いて機能性脂肪酸を産出する研究にも従事していた。
具体的には、ショウジョウバエを用いて、成長期から成熟期への切り換えを司る仕組みについて研究していた。特に、小林公子や上山拓己らとともに、昆虫綱の発育を司るエクジステロイドの産生制御因子を同定したことで知られている。ショウジョウバエを用いた遺伝学的解析により、エクジステロイドの合成を制御する因子を同定した。この研究成果は『Genetics』にて発表されたが、その際に当該研究における顕微鏡写真が『Genetics』の表紙を飾っている。さらに、山中直岐とともに、幼虫の成長を司るインスリン様ペプチドの産生を制御する化学感覚神経を同定したことでも知られている。従来の研究では、末梢神経系によるインスリン様ペプチドの産生制御機構はほとんど明らかになっていなかった。山中らとともにインスリン様ペプチドの産生や成長に関与する化学感覚受容神経を調査し、Gr28a神経がインスリン産生細胞に直接接続しインスリン様ペプチドの産生と個体成長に役割を果たしていることを見出した。

## 略歴
- 2007年 - 鈴鹿工業高等専門学校材料工学科卒業[4]。
- 2009年 - 静岡県立大学食品栄養科学部卒業[4][9]。
- 2014年 - 静岡県立大学大学院生活健康科学研究科博士後期課程修了[4][9]。
- 2014年 - 岡崎統合バイオサイエンスセンター研究員[3]。
- 2014年 - カリフォルニア大学リバーサイド校研究員[3]。
- 2015年 - 静岡県立大学食品栄養科学部助教[3][9]。
- 2015年 - 静岡県立大学大学院食品栄養環境科学研究院助教。

### 註釈
1. ↑  静岡県立大学食品栄養科学部食品学科は、2007年に食品生命科学科に改組された。ただし、旧来の在学生が卒業するまでの間、食品学科は食品生命科学科と並行して存続した。
2. ↑  静岡県立大学大学院生活健康科学研究科は、薬学研究科と統合・再編され、2012年に薬学研究院、食品栄養環境科学研究院、薬食生命科学総合学府が設置された。ただし、旧来の在学生が修了するまでの間、生活健康科学研究科は薬食生命科学総合学府と並行して存続した。
3. ↑  岡崎統合バイオサイエンスセンターは、新分野創成センターの一部と統合され、2018年に生命創成探究センターが設置された。

## 関連人物
- 小林公子